# 泰雅晏蜓
泰雅晏蜓（學名：Aeshna petalura taiyal）為晏蜓科晏蜓屬下的一種蜻蜓，主要棲息在臺灣南部海拔約1,700至3,000公尺左右的山區。成蟲出現於6至10月，腹部背面佈滿青綠色的大小斑紋。